# Barther Bodden

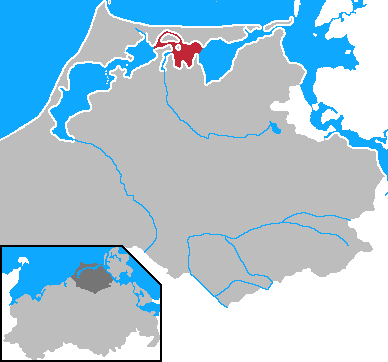
Ligging van de Barther Bodden (rood)

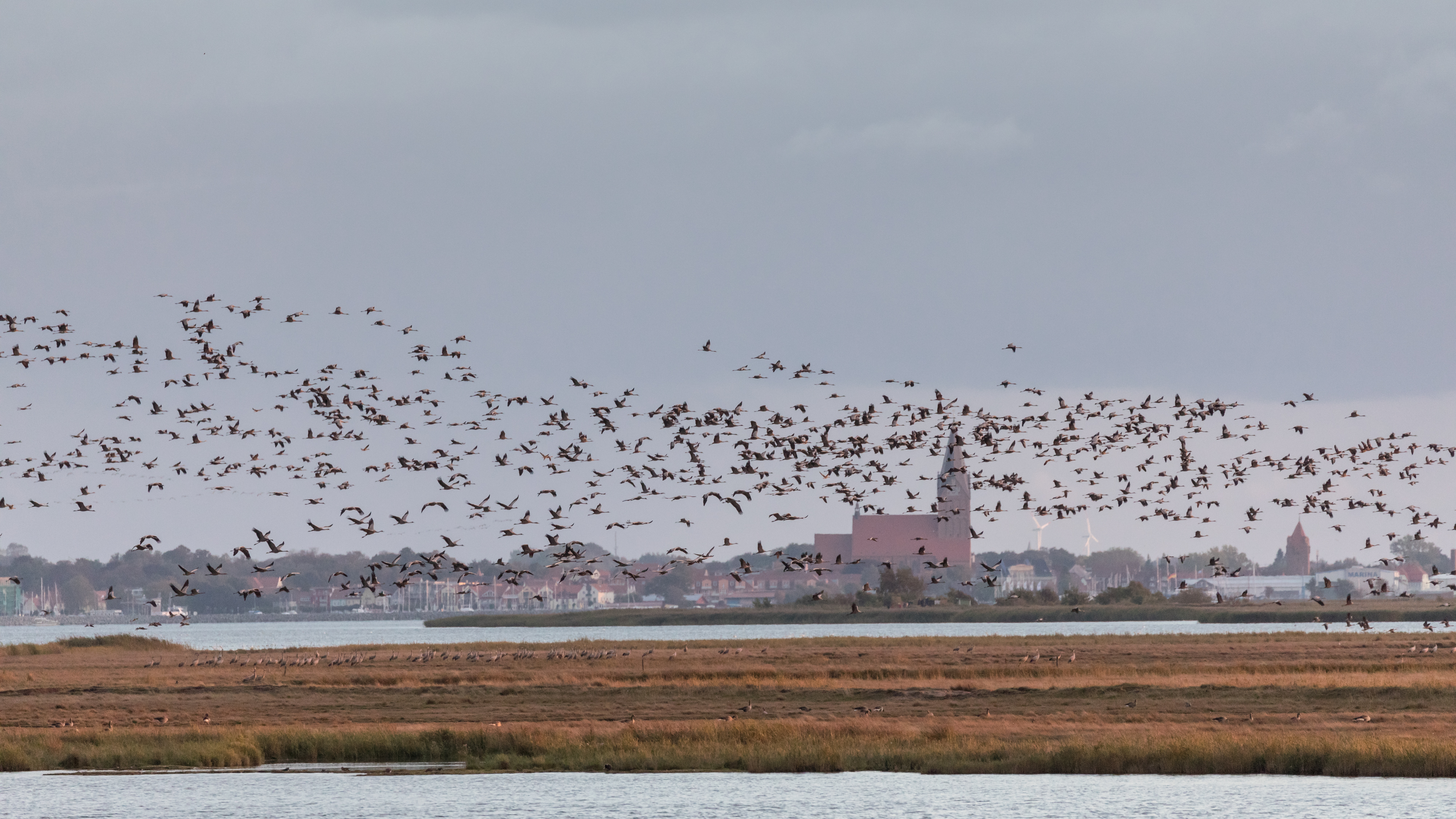
Kraanvogels boven het eiland Kirr in de Barther Bodden. Op de achtergrond de stad Barth

De Barther Bodden is een binnenwater aan de Oostzee, dat deel uitmaakt van de Darß-Zingster Boddenkette langs de noordkust van Duitsland. Het water wordt in het noorden van de Oostzee gescheiden door het voormalige eiland Zingst. Op de zuidoever ligt het stadje Barth, waarnaar het water genoemd is. Van de vier lagunes van de boddenketen is de Barther Bodden de derde (gezien vanuit het westen). 
De Barther Bodden wordt door de Meiningen(strom) gescheiden van de meer landinwaarts gelegen Bodstedter Bodden. De oostelijke voortzetting is de Grabow. In het noordwesten liggen de vogeleilanden Kirr en Barther Oie, die niet voor het publiek toegankelijk zijn. Kirr staat bekend als pleisterplaats van kraanvogels, die hier tijdens de trek naar het zuiden overnachten. Het water dat Kirr van Zingst scheidt, heet de Zingster Strom en geldt als onderdeel van de Barther Bodden. Aan dit smalle, rivierachtige water ligt de haven van Zingst. De Straminke vormde ooit een rechtstreekse verbinding tussen de Zingster Strom en de Oostzee. 
In het zuidwesten vormt het riviertje de Barthe de voornaamste watertoevoer vanuit het binnenland. De brede monding van de Barthe staat bekend als de Barther Strom.  
De Barther Bodden is vrijwel nergens dieper dan 2 meter en daardoor maar beperkt bevaarbaar. De Zingster Strom is dieper.
De noordelijke helft van de Barther Bodden, inclusief de Zingster Strom en de eilanden Kirr en Barther Oie, behoort tot het nationale park Vorpommersche Boddenlandschaft.